# Поездной диспетчер

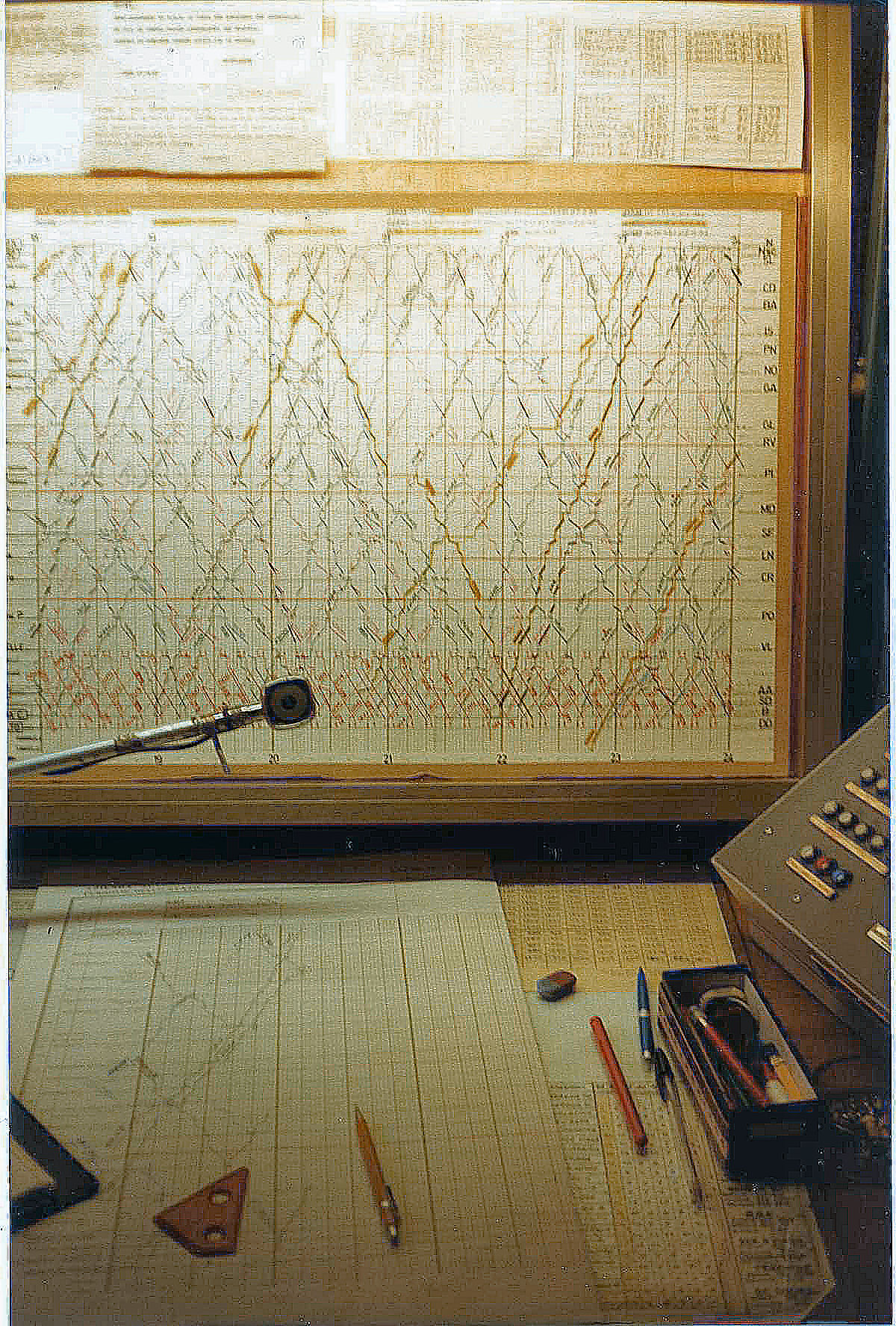
Рабочее место поездного диспетчера

Поездной диспетчер — ответственный работник хозяйства перевозок железнодорожного транспорта, который единолично руководит движением поездов на своём участке (диспетчерском круге) и несёт за это полную ответственность. Его приказы по движению поездов подлежат беспрекословному выполнению работниками, связанными с движением поездов: дежурными по станциям, машинистами локомотивов, главными кондукторам сборных поездов и т. д.
Никто, кроме поездного диспетчера, не имеет права давать оперативные распоряжения по движению поездов.

## Цель работы
Цель работы поездного диспетчера заключается в обеспечении движения поездов и местной работы на участке в соответствии с графиком движения поездов и оперативным планом, а также в соблюдении максимального уровня безопасности движения.

## Технология работы
При существующей структуре диспетчерского управления рабочее место поездного диспетчера физически находится в здании ЕДЦУП (Единого дорожного центра управления перевозками), при этом его участок фактически может находиться на достаточно удалённом расстоянии. Например, на Московской железной дороге здание ЕДЦУП расположено в г. Москве, где расположены рабочие места всех поездных диспетчеров дороги, когда диспетчерский круг № 12 Орёл-Серпухов находится на удалении в 100—160 километров.
Для контактов поездного диспетчера с исполнителями используются различные виды связи. Указания по движению поездов дежурным по станциям передаются по специальной селекторной (избирательной) телефонной связи. Она позволяет вызвать любой включённый в линию пункт отдельно, а также несколько (групповой вызов) или все пункты (циркулярный вызов). Для контактов поездного диспетчера с машинистами движущихся поездов используется радиосвязь, однако на практике, большинство приказов машинистам (например, приказ на нагон или на повышение участковой скорости) передаётся через дежурных по станциям.
На многих участках, оборудованных автоблокировкой, рабочее место поездного диспетчера (ДНЦ) оснащается устройствами диспетчерского контроля в виде табло, на котором изображена схема участка и промежуточных станций. Специальная световая индикация сигнализирует о показании сигналов и о фактическом занятии поездами блок-участков и путей на станциях.

### Вступление и несение дежурства
Приняв смену, ДНЦ регистрируемым циркулярным приказом объявляет всем ДСП своего участка о вступлении на дежурство, наличии поездов на участке — проводит планерное совещание. Далее, дежурные по станциям поочерёдно докладывают о вступлении на дежурство, работе устройств СЦБ и связи, наличии действующих предупреждений и занятии приёмоотправочных путей.
О фактическом прибытии, отправлении, проследовании поездов и других событиях ДНЦ узнаёт по докладам дежурных по станциям или при помощи системы диспетчерского контроля.
Непосредственно на оперативную обстановку ДНЦ влияет при помощи диспетчерских распоряжений, которые отдаются либо устно, либо в виде письменных приказов, регистрируемых в специальном журнале формы ДУ-58.
Согласно должностной инструкции, запрещается загружать диспетчера работой, не связанной с движением поездов.

### График исполненного движения

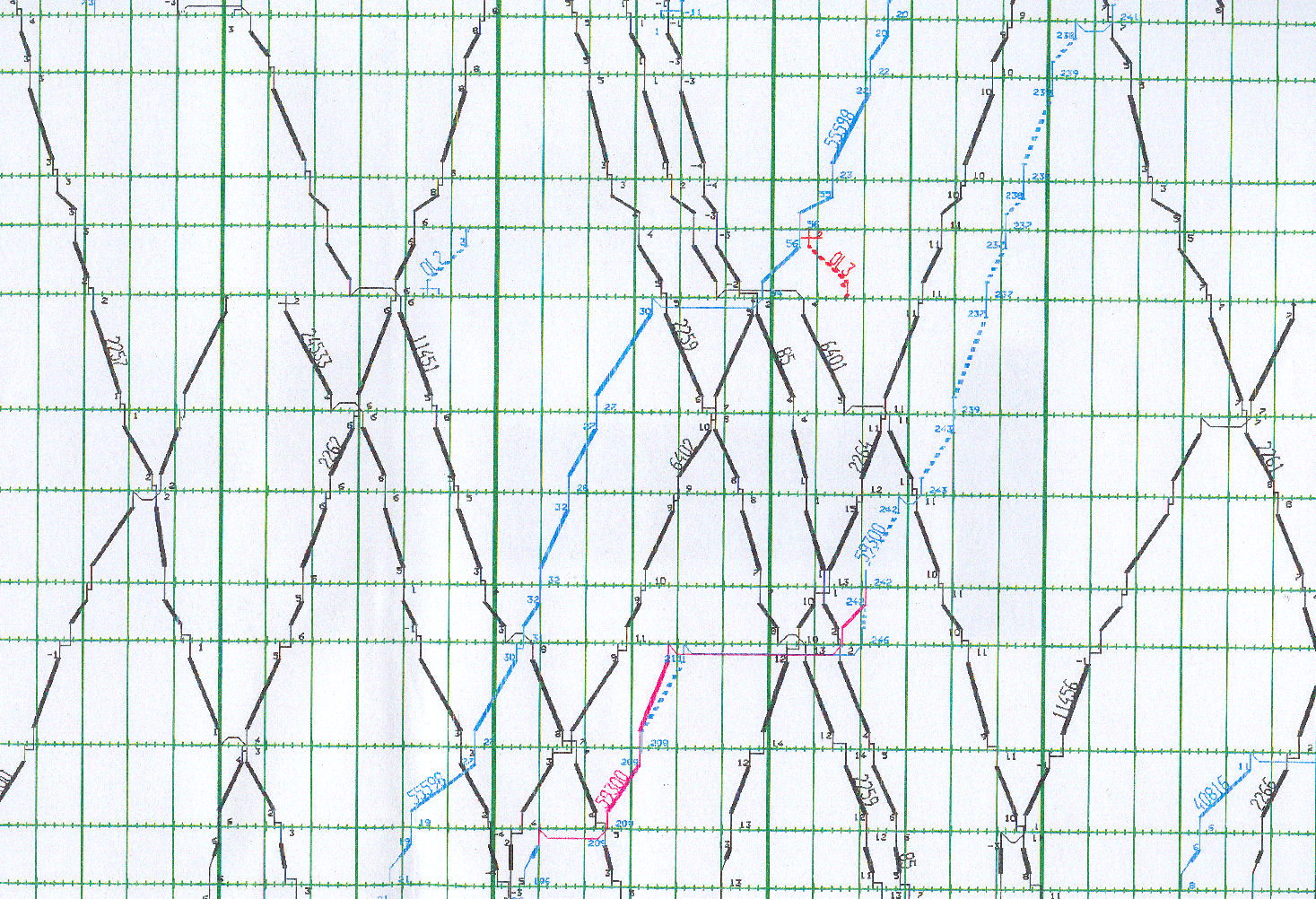
Вид графика на однопутном участке железной дороги

Основным инструментом диспетчерского управления служит график исполненного движения. Он предназначен для выполнения основных функций поездного диспетчера: контроля, планирования и регулирования движения поездов, на котором поездной диспетчер отмечает все данные о движении, а также все нарушения нормальной работы на участке и их причины. Физически график исполненного движения — это лист формата А1 с нанесённой на него сеткой графика участка и дополнительной информацией (времена хода поездов, названия раздельных пунктов, их коды и т. д.). Диспетчер с течением времени вручную наносит на график исполненные нитки нормативного графика (который, как правило, расположен перед ним).
Также на графике исполненного движения указываются:
- номера поездов и поездных локомотивов, фамилии машинистов, вес и условная длина поездов;
- время отправления, прибытия и проследования поездов по станциям участка;
- данные об использовании локомотивов;
- данные о поездной и грузовой работе станций по установленным периодам суток;
- занятие приёмо-отправочных путей на промежуточных станциях;
- снятие напряжения в контактной сети на главных и приёмо-отправочных путях станций и перегонов;
- действующие предупреждения, требующие снижения скорости;
- движение поездов по неправильному пути;
- закрытие перегонов, путей и других устройств, обслуживающих движение.

Для облегчения труда диспетчера на многих рабочих местах используются поездографы — приборы, автоматически регистрирующие ход поездов на графике исполненного движения, многоцелевая компьютерная программа ГИД «Урал-ВНИИЖТ». На особо напряжённых кругах вводится дополнительная штатная единица — графист, который помогает поездному диспетчеру в выполнении его пассивных функций.

### Функции поездного диспетчера
Можно разделить на активные и пассивные:
Активные функции выражаются в трёх основных элементах:
- Текущее планирование — предварительное составление плана пропуска поездов по участку на определённый период и последующие его корректировки. При этом диспетчер преследует цель — минимизировать задержки поездов и отклонения от нормативного графика. Практически, поездной диспетчер выполняет это планирование после каждого получения о свершившемся событии (например, о готовности к отправлению передаточного поезда на одной из станций, или о внезапном нарушении нормальной работы устройств, за которым следует нарушение нормативного графика и т. д.)
- Диспетчерское регулирование — своевременная выдача необходимых распоряжений для осуществления запланированного пропуска поездов с учётом всех возникающих изменений поездной ситуации, как то:
  - Ускорение хода поезда по сравнению с графиковым (ДНЦ договаривается с машинистом поезда об ускоренном следовании по участку, выдаёт ему диспетчерское расписание и, со своей стороны, обязуется предоставить «зелёную улицу»)
  - Изменение пунктов скрещения и обгона поездов
  - Движение по неправильному пути (для организации безостановочного обгона и форсированного пропуска поездов в одном направлении)
  - Сдваивание поездов (для ускорения пропуска вагонопотоков в период предоставления «окон»)
- Оценочно-контрольные действия — оценка достигнутого результата по сравнению с запланированным.

Все эти действия выполняются параллельно, постоянно накладываясь друг на друга. При отклонении поездов от графика по различным причинам поездному диспетчеру в короткое время приходится решать сложные многовариантные задачи. Чтобы достичь хороших результатов, диспетчер должен все время идти «вперёд поездов», постоянно планируя порядок их пропуска. При этом он должен предвидеть все эксплуатационные события: скрещения, обгоны, задержки при движении «по удалению» и т. д. Для этого он мысленно продлевает на своём графике линии хода поездов, определяя время свершения этих событий и намечая регулировочные меры.
Пассивные функции: ведение графика исполненного движения, обмен подходами поездов с соседними диспетчерами, передача сведений о поездах и вагонах на станции, заполнение приложений к графику. На эти операции поездной диспетчер затрачивает от 25 до 35 процентов своего рабочего времени. Освободив его от них (методами, указанными выше) можно значительно повысить эффективность его работы или увеличить протяжённость участка.
Помимо поездной работы, диспетчер организует местную работу своего участка: организует продвижение передаточных, вывозных и сборных поездов с вагонами, назначением на промежуточные станции участка, заблаговременно сообщает дежурным по этим станциям о подходе вагонов, обеспечивает погрузку порожними вагонам, принимает меры для скорейшего вывоза погруженных вагонов и порожних вагонов из-под выгрузки с участка на ближайшие технические станции. В настоящее время часть этих функций передаётся диспетчеру ЦУМР (Центра управления местной работой).

### Диспетчерская централизация
Диспетчерская централизация позволяет резко повысить эффективность труда, которая объединяет в одной системе автоблокировку на перегонах, электрическую централизацию на станциях и устройства телеуправления стрелками и сигналами. Она позволяет отказаться от дежурных по станциям за счёт передачи их функций по управлению стрелками и сигналами поездному диспетчеру. В необходимых случаях (при неисправности технических средств, резком увеличении маневровой работы) станция может переводится на резервное управление. При этом стрелками и сигналами управляет дежурный по станции либо начальник станции.
ДЦ освобождает диспетчера от основной массы переговоров, однако загружает его непосредственным управлением стрелками и сигналами.

### Особенности работы на электрифицированных участках
На электрифицированных участках диспетчер должен учитывать условия электроснабжения. Чтобы обеспечить нормальное напряжение в контактной сети, необходимо пропускать поезда с установленными по графику интервалами. Нельзя допускать следование тяжеловесных и соединённых поездов пакетами (друг за другом с выдерживанием только лишь межпоездного интервала). О выпуске таких поездов ДНЦ должен заблаговременно известить энергодиспетчера.

## Заключение
Поездные диспетчеры — многочисленный отряд работников, во многом определяющих ход эксплуатационной работы на дорогах.
Работа железнодорожного транспорта подчинена трём законам (по убывающей степени важности):
- Обеспечение безопасности движения поездов
- График движения поездов
- План формирования

Поездной диспетчер в полной мере, как никто из работников, уполномоченных оперативно управлять эксплуатационной работой, влияет одновременно на все три закона. В их число должны входить опытные движенцы, накопившие достаточный опыт работы дежурным по станции и другими ответственными работниками службы движения (маневровые и станционные диспетчера, старшие дежурные по станции и т. п.). При назначении на должность поездной диспетчер выдерживает испытания в знании основ оперативного управления и теории в ревизорской службе управления железной дороги, проходит медицинское освидетельствование и тестирование опытным психологом. Также желательно иметь высшее образование по специальности «Организация перевозок и управление на железнодорожном транспорте».

## Коды профессии
- Полное название: участковый поездной диспетчер.
- Телеграфный шифр: ДНЦ. Как правило, при использовании шифра указывается и номер круга, например, ДНЦ-8 Иванов.